# Stefan Roth (Politiker, 1987)
Stefan Roth (* 1987 in Altdöbern) ist ein deutscher Politiker (BSW, zuvor Die Linke) und seit 2024 Mitglied des Brandenburger Landtags.
Stefan Roth ist studierter Stadt- und Regionalplaner und lebt in Nuthe-Urstromtal.
Seit 2008 war Stefan Roth Mitglied der Partei Die Linke und Stadtverordneter in Senftenberg. Den Austritt aus der Linkspartei begründete Roth mit Unstimmigkeiten in der Friedens- und Sozialpolitik.
Stefan Roth ist ehemaliger Mitarbeiter im Bundestagsbüro von Sahra Wagenknecht und gilt als enger Vertrauter Wagenknechts. 2024 wurde Roth zum Landesgeschäftsführer des BSW Brandenburg gewählt, zudem ist er Beisitzer im Bundesvorstand des BSW. Er leitete den Aufbau des BSW-Landesverband Brandenburg.
Roth belegte bei der Landtagswahl in Brandenburg 2024 den dritten Platz der BSW-Landesliste und wurde somit Mitglied des 8. Brandenburger Landtags.